# Deception (eiland)
Deception is een eiland dat deel uitmaakt van de Zuidelijke Shetlandeilanden gelegen in de Zuidelijke Oceaan nabij het Antarctisch Schiereiland. De naam verwijst naar het voorkomen dat van afstand het een gewoon eiland lijkt, maar dat bij nadering van de nauwe ingang van de baai, het eiland een ring  blijkt te zijn.
Deceptioneiland is bekend als een van de veiligste havens van Antarctica en vanwege het feit dat het de caldera van een actieve vulkaan is. De laatste uitbarsting in 1970 bracht ernstige schade toe aan de wetenschappelijke basis ter plaatse. Het eiland is ongeveer cirkelvormig met een doorsnede van 12 km. Het hoogste punt van het eiland, Mt. Pond, is 542 m hoog. Het eiland heeft een grote baai, Port Foster, van 9 km lengte en 6 km breedte. Deze baai heeft een nauwe ingang van slechts 230 m breed, genaamd Blaasbalg van Neptunus (Engels: Neptunes Bellows).
Het eiland is een ankerplaats voor zuidpoolcruises in de periode van november tot maart. Op het eiland leeft ook een kolonie stormbandpinguïns.

## Externe link

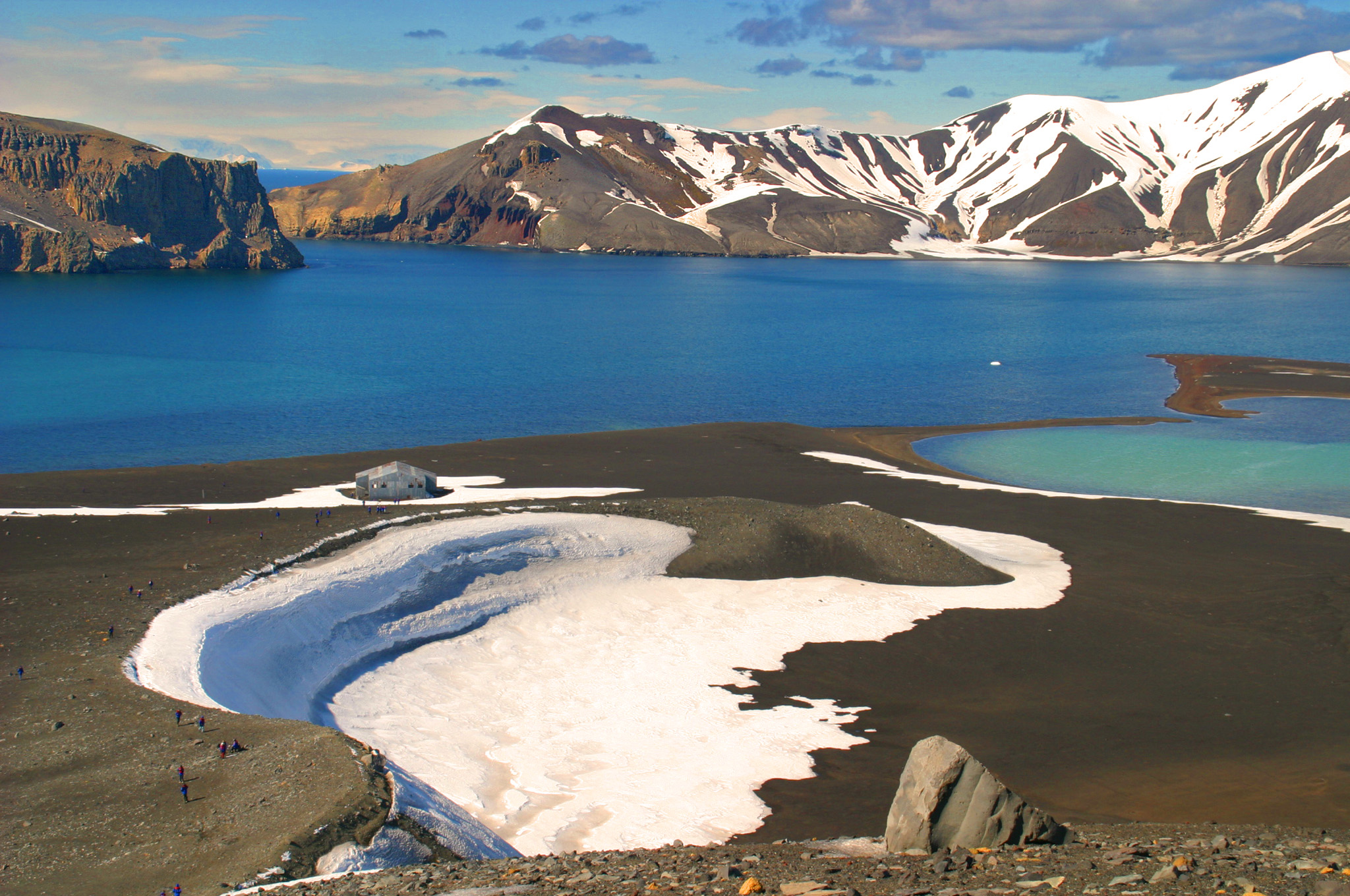
De centrale baai met linksboven de nauwe verbinding met de oceaan: Neptune's bellows.

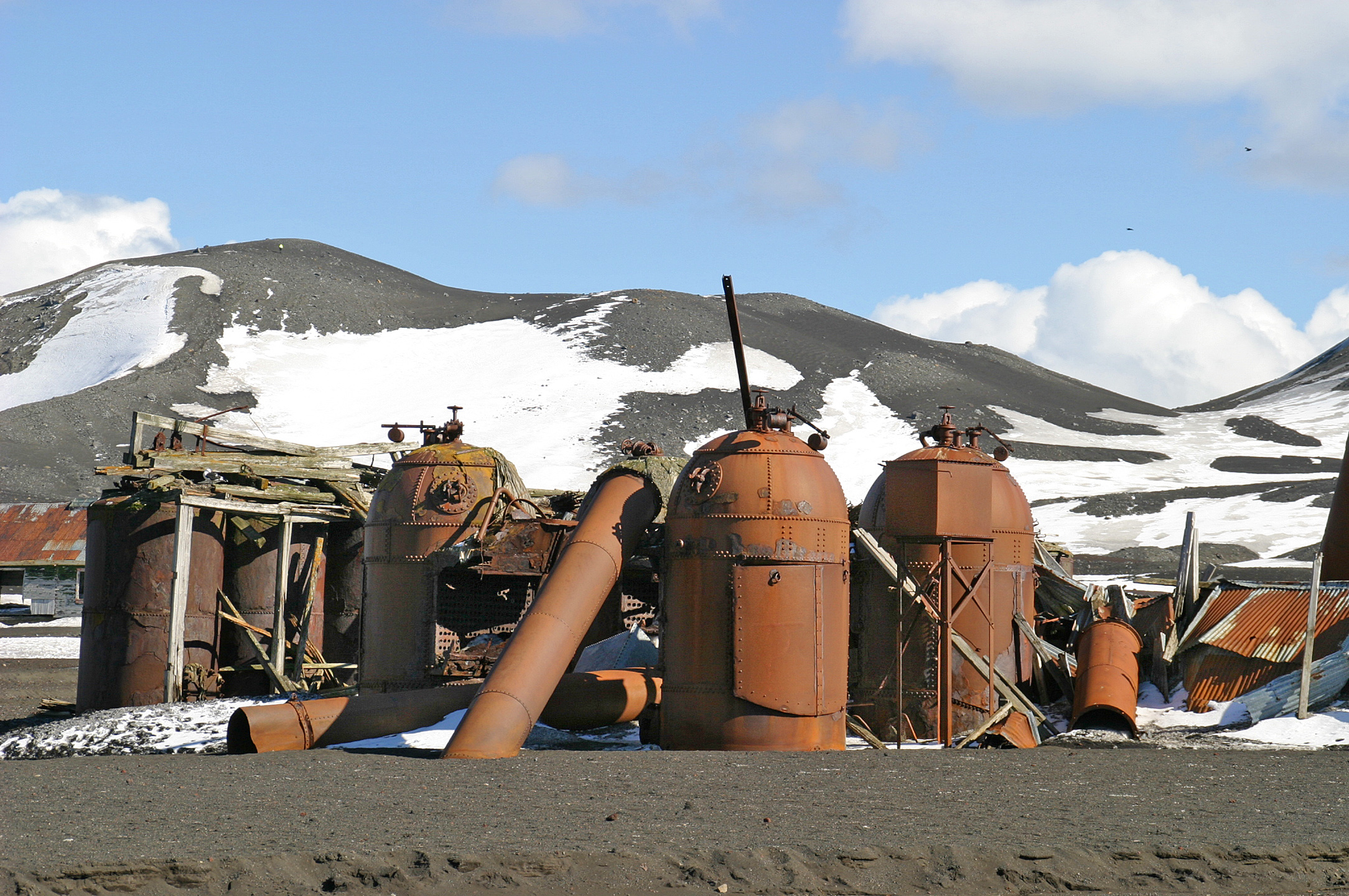
Overblijfselen van de voormalige walvisindustrie.